# TED (конференция)

Логотип фонда

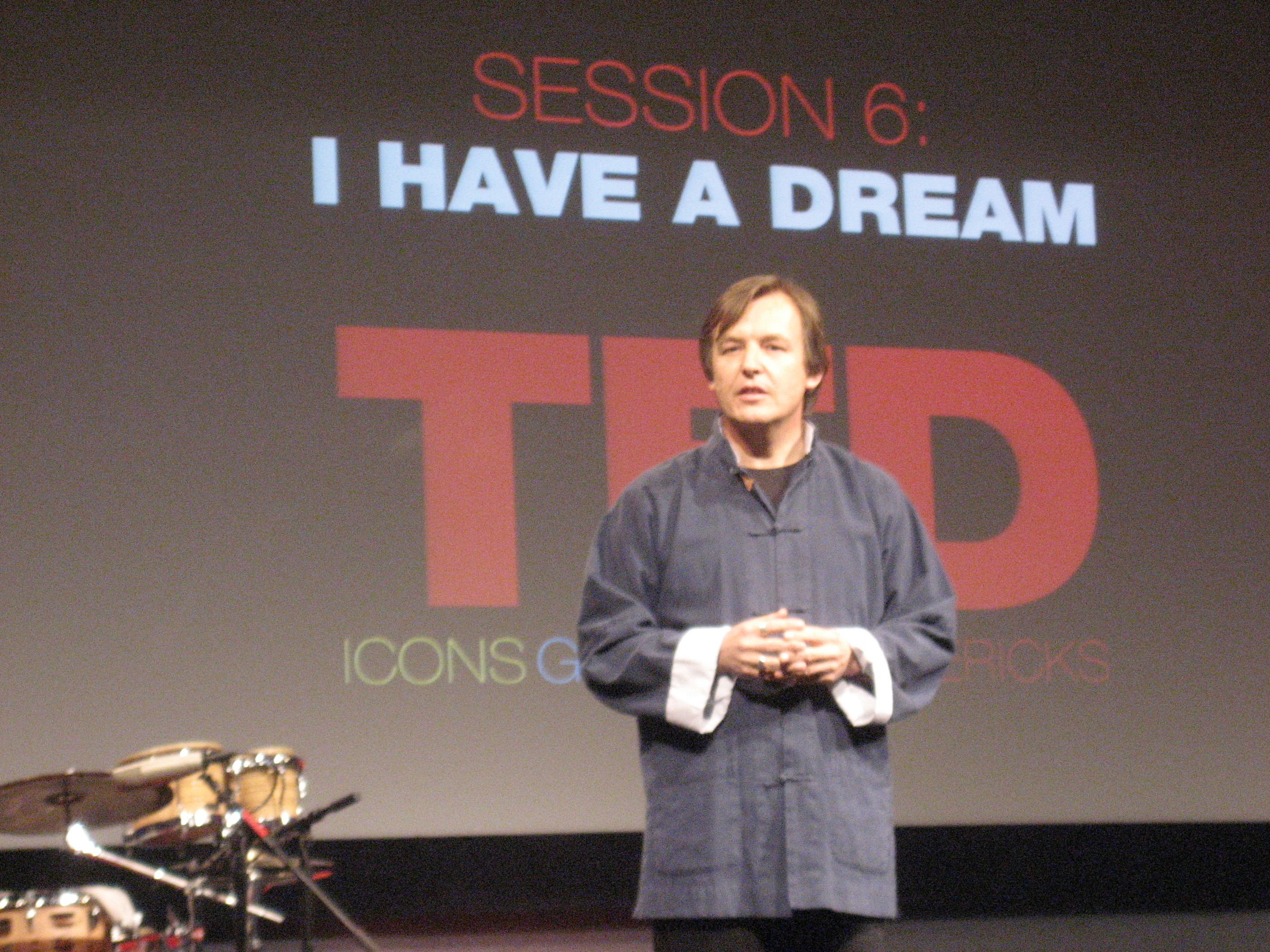
Куратор TED Крис Андерсон

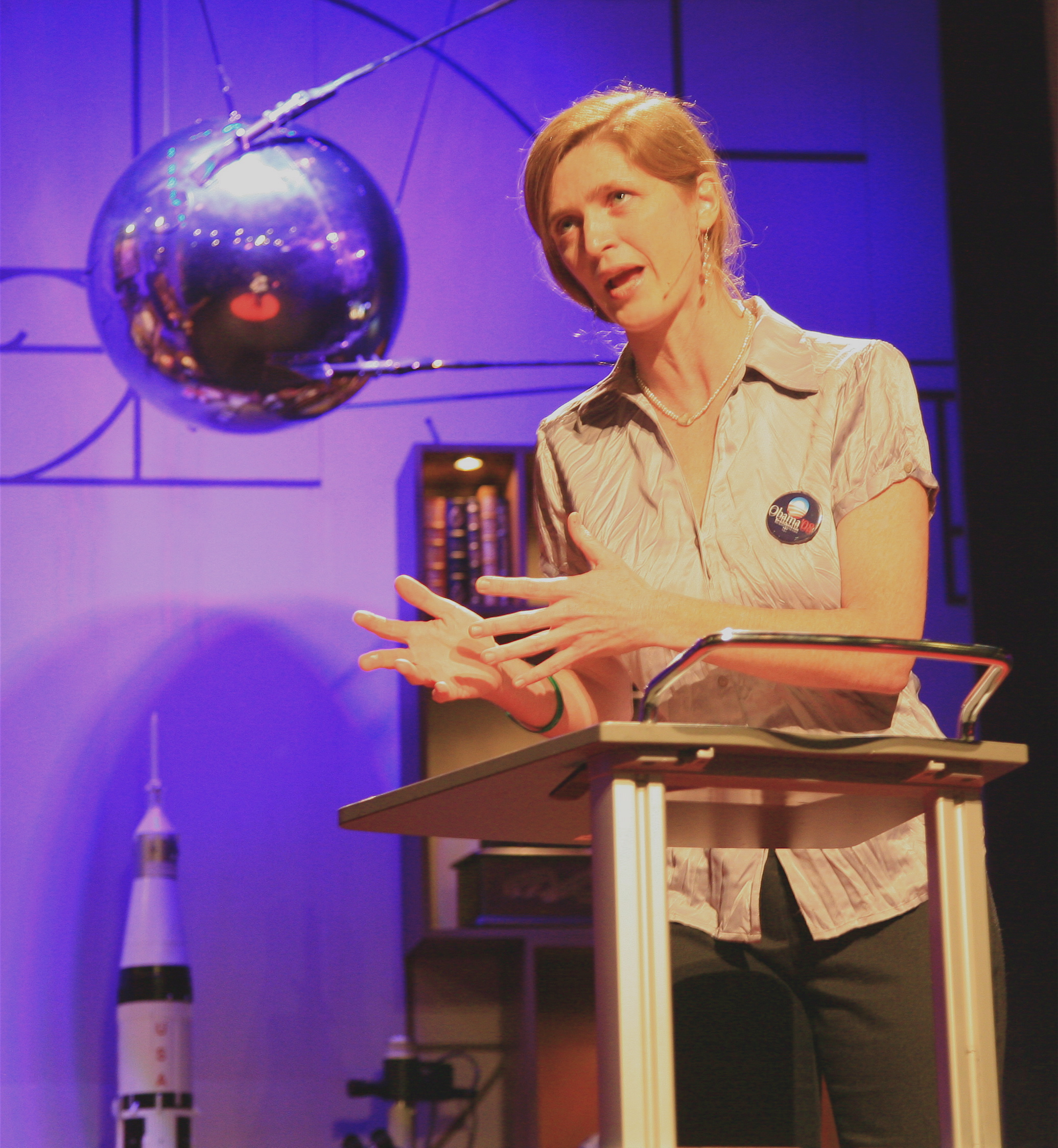
Саманта Пауэр выступает на конференции 2008 года

TED (аббревиатура от англ. technology, entertainment, design — технологии, развлечения, дизайн) — американский частный некоммерческий фонд, известный прежде всего своими ежегодными конференциями. Конференции проводились с 1984 года в городе Монтерей (Калифорния, США), с 2009 года — в городе Лонг-Бич (Калифорния, США), а с 2014 года в городе Ванкувер в Канаде.
Миссия конференции состоит в распространении уникальных идей («ideas worth spreading»), избранные лекции доступны на веб-сайте конференции. Темы лекций разнообразны: наука, искусство, дизайн, политика, культура, бизнес, глобальные проблемы, технологии и развлечения. В список выступающих попали такие известные личности, как 42-й президент США Билл Клинтон, Нобелевские лауреаты Джеймс Уотсон, Мюррей Гелл-Манн, а также основатель Википедии Джимми Уэйлс.
Куратор конференции и её постоянный ведущий — Крис Андерсон.

## История

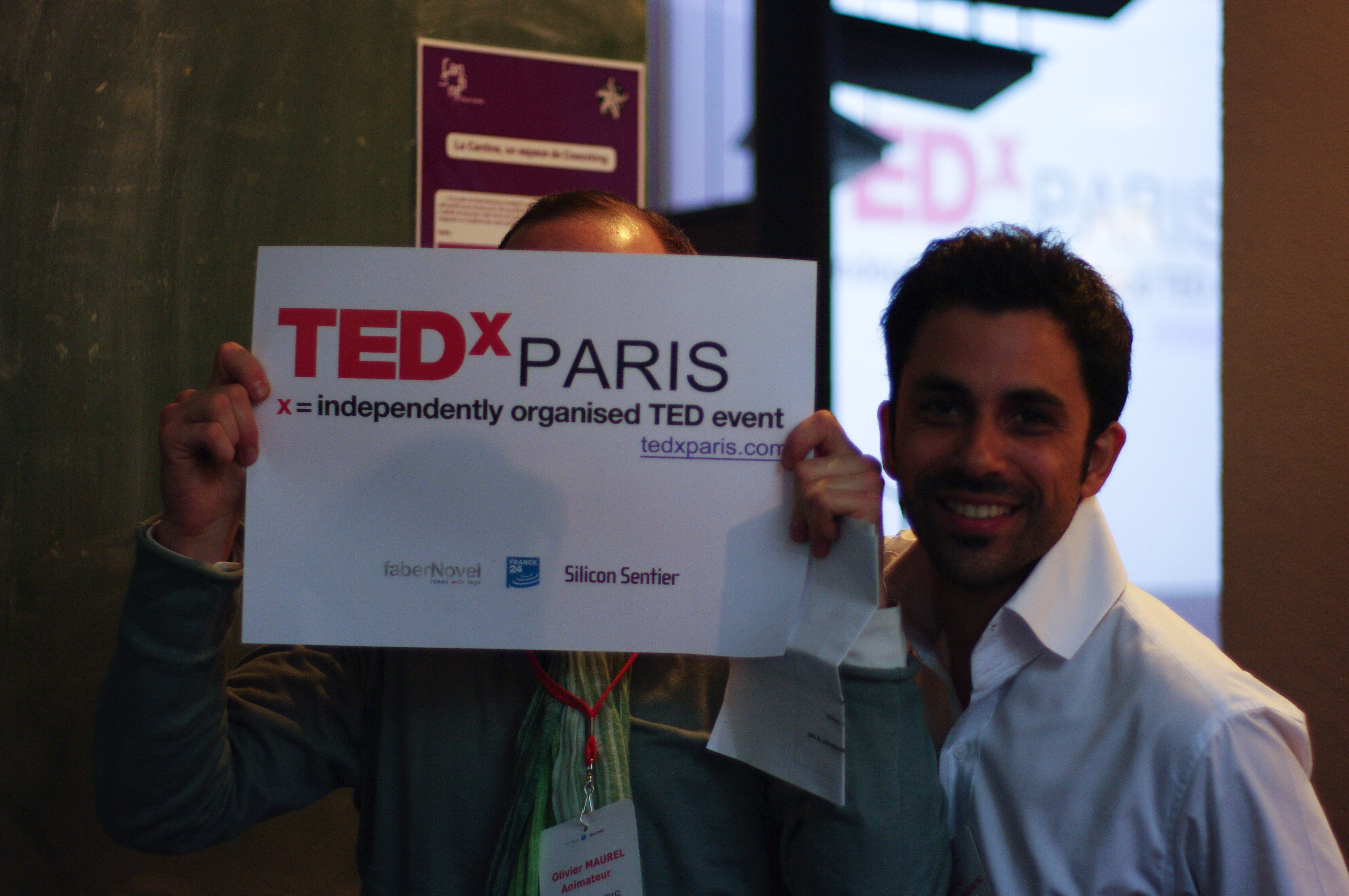
TEDxParis, 2009 год — одно из мероприятий, проводимых по программе TEDx

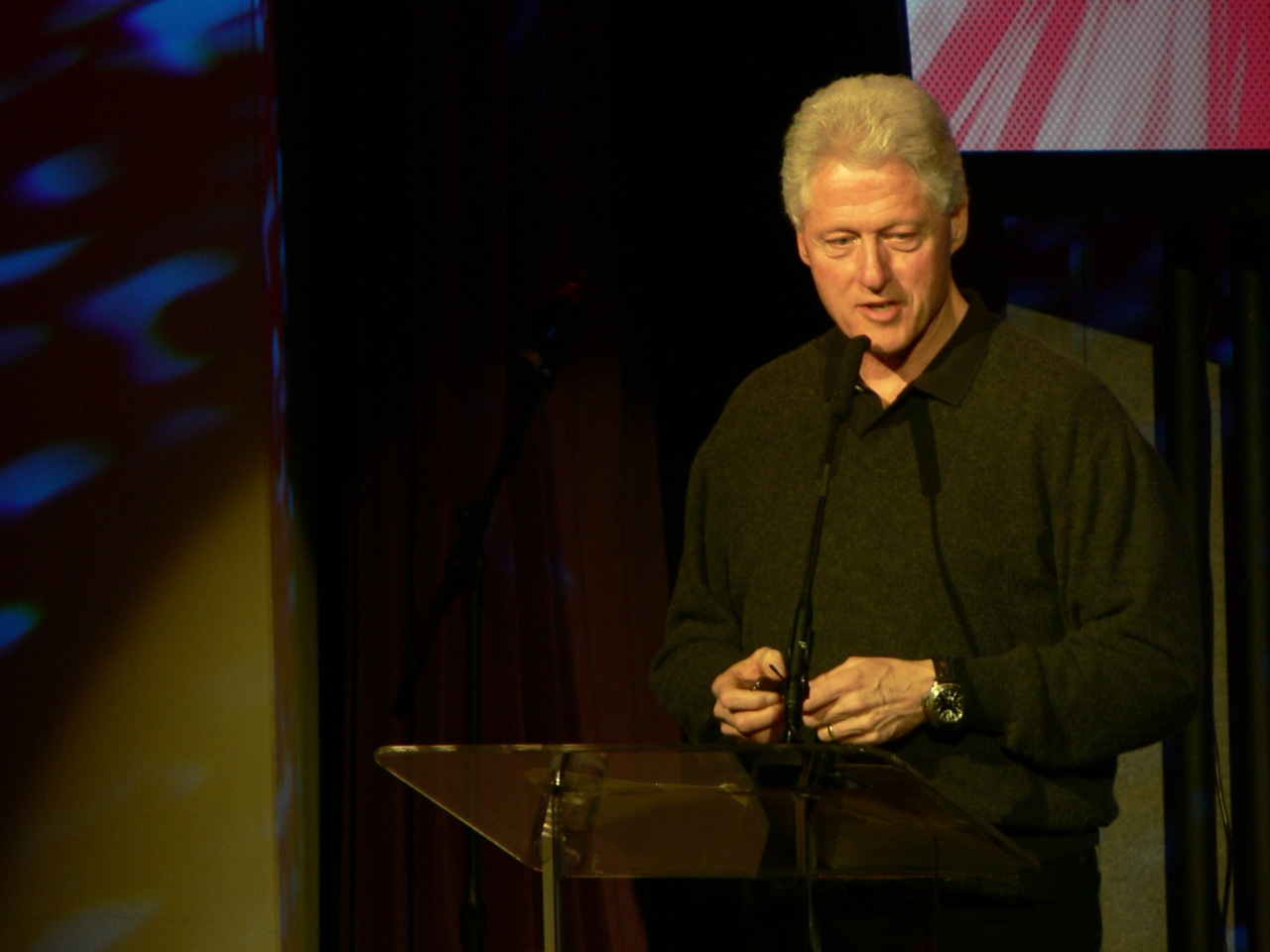
Выступает лауреат премии TED 2007 года Билл Клинтон

Первая конференция TED прошла в 1984 году, была организована Ричардом Сол Вурменом и Гарри Марксом. На ней были представлены только что выпущенный компьютер Macintosh, созданный компанией Sony компакт-диск. Математик Бенуа Мандельброт продемонстрировал практическое применение созданной им теории фракталов. Специалист по искусственному интеллекту Марвин Минский разъяснил новую модель разума.
С 1990 года конференция проводится ежегодно. С 2001 года права на проведение TED принадлежат «Sapling Foundation» и создателю этого фонда Крису Андерсону.

## TED Talks
Видеозаписи выступлений публикуются на сайте TED.com, доступны бесплатно для просмотра и скачивания в HD-качестве; на сайте можно подписаться на видео-подкаст. Также видеозаписи доступны на сайте YouTube. В конце 2013 года в рамках проекта TED Open Translation Project официальное приложение переведено на разные языки, включая русский. С 2009 года видео-подкасты TED доступны для бесплатной закачки в интернет-магазине Ovi/Ovi Store (интернет-сервис Nokia).
По данным на апрель 2009 года в онлайн-режиме было доступно более 400 видеозаписей, просмотренных более 100 млн раз аудиторией свыше 15 млн человек.
В рамках проекта TED Open Translation Project более 8000 волонтеров переводят выступления на несколько десятков языков. На октябрь 2012 года переведено около 32 тысяч выступлений. Переводы доступны в формате субтитров.

### Премия «TED Prize»
TED Prize — премия TED, присуждаемая с 2005 года за «желание изменить мир» (wish to change the world).
В первое время ежегодно присуждались три премии и вручалось по 100 000 долларов.
Начиная с 2010 года присуждается только одна премия, но по 1 000 000 долларов с 2013.
Получателями премии стали:
- в 2005 году[9] Боно, Эдвард Буртинский и Robert Fischell;
- в 2006 году[10] Larry Brilliant, Jehane Noujaim и Cameron Sinclair;
- в 2007 году[11] Билл Клинтон, Эдвард Уилсон и Джеймс Нахтвей;
- в 2008 году[12] Neil Turok, Dave Eggers и Карен Армстронг;
- в 2009 году[13] Sylvia Earle, Jill Tarter и José Antonio Abreu;
- в 2010 году[14] Джеймс Тревор Оливер;
- в 2011 году[15] JR;
- в 2012 году[16] «City 2.0»;
- в 2013 году[17] Сугата Митра[англ.];
- в 2014 году[18] Чармиан Гуч[англ.];
- в 2015 году[19] Давид Исай[англ.];
- в 2016 году[20] Сара Парсак;
- в 2017 году[21] Радж Панджаби[англ.].

### Конференции TEDx
TEDx — проект TED, позволяющий отдельным людям или группам людей в различных странах, городах, университетах, сообществах организовать независимые конференции в стиле TED. Конференция TEDx является независимым мероприятием, проводимым по лицензии TED.
В России конференции в стиле TED проводятся с 2009 года.
TEDx в Беларуси
История TEDx в Беларуси начинается в 2009 году. В это время была получена лицензия на проведение TEDxMinsk. За 5 лет было проведено 7 локальных мероприятий под этим именем. В декабре 2013 прошла первая онлайн конференция TEDxMinsk с белорусскими докладчиками. Мероприятие посетило 100 человек, видео-выступления просмотрело более 10 тысяч человек.
C 2014 года TEDx в Минске проводятся под маркой TEDxNiamiha. Под этим именем прошли онлайн конференции в октябре 2014 года, ноябре 2015 года, июне 2016 года и марте 2017 года. Последняя конференция оказалась самой большой из проводившихся в Беларуси по количеству зрителей, выступлений и выступавших. Онлайн-трансляцию посмотрели 30 тысяч человек. Из 11 выступлений одну подготовил коллектив театра, другую — белорусско-бразильский дуэт ораторов. Со сцены звучала речь на четырёх языках: русском, белорусском, английском и португальском; также проводился перевод на язык жестов.
В 2015 году и в 2016 году локальные мероприятия по лицензии TEDxYouth дважды проводились в городе Гродно. В сентябре 2016 в Могилёве прошла конференция TEDxMahilyow.
TEDx в Казахстане
TEDxAlmaty — первая конференция TEDx в Казахстане и Центральной Азии. Проводится с 2010 года ежегодно осенью, принимает до 500 человек. В 2017 году проведена в седьмой раз.
Первая в столице Казахстана — Астане конференция TEDxYesil состоялась 4 августа 2012 года с темой «100% Omir Sur!» или «Проживи на 100 %!». Следующая конференция в составе тех же организаторов была проведена на тему 20 декабря 2014 г. на тему «Казахстан 2.0» (). С 2015 г. в столице проводятся конференции TEDxAstana (). Первые конференции о женщинах TEDxWomen прошли в столице и в г. Алматы в 2016 г. — TEDxAstanaWomen () / TEDxAbayStWomen ().
В других городах проводились TEDxYouth — Карабулак, Усть-Каменогорске, Жезказгане. 29 марта 2017 года в городе Семей прошла конференция TedxSemey с темой «время ставить запятую». Через год прошел второй TEDxSemey с темой: «Just do it». С 2017 г. проводится TEDxAktobe ().
С 2012 года в Казахстане реализуется совместный проект TED и общественного фонда WikiBilim по переводу видео «TED Talks» на казахский и русский языки и трансляции их в эфире телеканала «Білім». Дополнительно, с 2012 года также в Назарбаев Интеллектуальных школах совместно с общественным фондом WikiBilim начал работать клуб «TEDxNIS». Проект служит развитию у школьников навыков научных исследований, умения работы в команде, ораторского мастерства, формированию уважительного отношения к различным взглядам и мнениям.
Так же конференции TEDx проводятся в университетах: TEDxNazarbayevUniversity, TEDxAlFarabiU, TEDxENU, TEDxKIMEP, TEDxKAZNU, TEDxPavlodar State University, TEDx Suleyman Demirel University.
Подробнее о прошедших и скорых ивентах можно смотреть здесь ().